# Curtonotum bathmedum
Curtonotum bathmedum är en tvåvingeart som beskrevs av Friedrich Georg Hendel 1913. Curtonotum bathmedum ingår i släktet Curtonotum och familjen Curtonotidae. Inga underarter finns listade i Catalogue of Life.